# Camera Mainichi
Camera Mainichi (カメラ毎日 Kamera mainichi?) fue una revista mensual japonesa que se publicó entre junio de 1954 y abril de 1985. Fue fundada por la empresa Mainichi Press. Robert Capa fue muy influyente en esta revista.
Del mismo modo que en la mayoría de revistas de fotografía del mercado, gran parte de su contenido editorial estuvo dedicado a noticias, revisiones técnicas de cámaras, objetivos y otro tipo de equipamiento. Sin embargo desde sus comienzos dedicó un espacio a la vanguardia y la fotografía no convencional; esto quedó reflejado especualmente entre 1963 y 1978 cuando estaba editada por Shōji Yamagishi y por ello se arriesgaba más que sus rivales Asahi Camera y Nippon Camera (que le sobrevivieron). Después de que Yamagishi abandonase la revista se dedicó de modo más especial a la moda y un poco a la fotografía erótica.
Camera Mainichi tenía su sede en Tokio. Su último editor fue Kazuo Nishii.
La revista también publicaba los resultados de dos concursos de fotografía patrocinados por Mainichi Shinbun-sha: el premio Mainichi de fotografía (entre 1955 y 1958) y el Premio Ken Domon (desde 1982).